# Eduardo Laboulaye
Édouard René Lefèbvre de Laboulaye (París, 18 de enero de 1811-París, 25 de mayo de 1883), conocido en los países de habla hispana como Eduardo Laboulaye, fue un jurista y político francés. Fue diputado y posteriormente senador permanente de la Tercera república francesa. Es conocido por ser el inspirador de la idea de ofrecer una estatua que representara la «Libertad» a los Estados Unidos: la Estatua de la Libertad.

## Biografía
Cursó estudios de Derecho, y tras su licenciatura se inscribió en el Colegio de abogados de París en 1842. Se ocupó durante un tiempo con su hermano de la fundición de tipos. Se especializó en el estudio de los juristas y de los historiadores de Alemania y adquirió un profundo conocimiento del tema. Sus primeras obras atrajeron la atención de los letrados y contribuyeron, en cierta medida, a regenerar el estudio de la historia del derecho. Junto a una erudición necesaria, supo unir una exposición clara y un estilo elegante, cualidades que se encuentran en todas sus obras y se confirman con el paso del tiempo. Estos trabajos le permitieron ser nombrado miembro de la Academia de las inscripciones y lenguas antiguas en 1845, y, cuatro años más tarde, convertirse en profesor de legislación comparada en el Collège de France.
Durante el Imperio, defensor de ideas liberales, lector de Tocqueville y de John Stuart Mill, inicialmente se unió a hombres que trataban de despertar el espíritu público en Francia. Fundó la Revue historique de droit français et étranger (Revista histórica de derecho francés y extranjero) en 1855 y combatió la política autoritaria del Imperio. Observador atento de la vida política de los Estados Unidos y admirador de la constitución de este país, contribuyó a dar a conocer y querer a estas instituciones, tanto por sus tribunales extremadamente estructurados, como por sus obras, como, finalmente, porque formaban parte de comités de organización democrática. Durante la Guerra de Secesión, estuvo del lado de los estados de la Unión, y publicó historias de las conexiones culturales de las dos naciones y al final de esta guerra, fue el primero que tuvo la idea de ofrecer a los Estados Unidos una estatua que representaba la «Libertad», un símbolo de las ideas suprimidas por Napoleón III. Uno de sus amigos, el escultor Frédéric Auguste Bartholdi concretó esta generosa proposición. Sin embargo él no pudo ver la empresa llegar a su término: murió un año antes de la construcción de la Estatua de la Libertad en Nueva York.

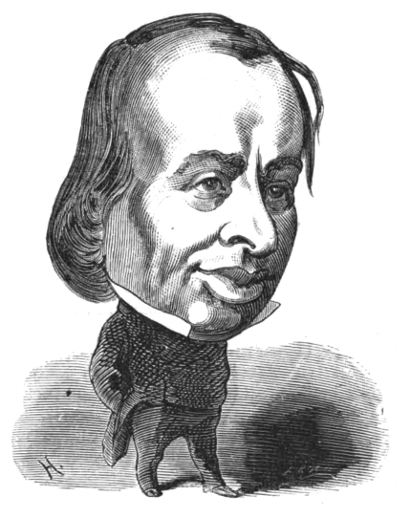
Caricatura de Édouard Laboulaye aparecida en Le Trombinoscope en 1873.

En 1863 se presentó como candidato a la diputación de París, pero fracasó. No le fue mejor en el Bajo Rin en 1866 y en Seine-et-Oise en 1869. En 1870, cuando se efectuó la votación del plebiscito sobre las reformas aportadas a la constitución, Laboulaye escribió el 25 de abril una carta, hecha pública, en la cual mostraba su adhesión a esta llamada al pueblo, declaraba que votaría por el plebiscito y afirmaba que «la mejor constitución es la que se tiene, siempre que sirva de eso». Esta carta causó un escándalo en los medios de la oposición que frecuentaba hasta entonces. Acusado de renegar de su pasado y de unirse al Imperio, perdió en un instante la popularidad de la que gozaba. El 24 de mayo, debió suspender su curso en el Collège de France, para alejarse durante un tiempo de las escenas tumultuosas que ocurrían allí y de las que él era objeto.
En las elecciones del 8 de febrero de 1871, el comité Dufaure lo presentó como candidato a la Asamblea Nacional en París. Sufrió un nuevo fracaso; pero fue más afortunado en las elecciones complementarias del 8 de julio siguiente, en las que, con el apoyo de la Unión de la presse parisienne (Unión de la prensa parisina), obtuvo el puesto de diputado por París. Ocupó un escaño en el centro izquierda y no dejó de apoyar con sus votos la política de Adolphe Thiers. Cuando, en noviembre de 1872, Casimir Périer provocó una escisión en el centro izquierda y creó la unificación de la llamada «República conservadora», formó parte de los miembros que constituyeron esta nueva corriente de la Asamblea. Fue nombrado presidente de la comisión encargada de reorganizar la enseñanza superior, y tomó muchas veces la palabra ante la Asamblea. En el discurso que pronunció el 28 de febrero de 1873, durante la discusión sobre el proyecto de ley presentado por la llamada «Comisión de los Treinta» para redactar una Constitución, declaró que la forma de gobierno le era indiferente, con tal de que el gobierno no fuera despótico. El 14 de marzo de 1873, fue nombrado administrador del Collège de France por tres años.
En 1875 fue elegido senador permanente de la Tercera república francesa. Fue el ponente de la ley de 19 de julio de 1875, que instauró la libertad de la enseñanza superior. Murió el 25 de mayo de 1883 en París.

## Principales obras
- Histoire du droit de propriété foncière en Occident (París, 1839), libro premiado por la Academia de las inscripciones y lenguas antiguas.
- Essai sur la vie et les ouvrages de Savigny (París, 1840)
- Recherches sur la condition civile et politique des femmes depuis les Humains jusqu'à nos jours (París, 1843), obra destacada y premiada por la Academia de las ciencias morales y políticas.
- Essai sur les lois criminelles des Romains concernant la responsabilité des magistrats (1845), también premiada.
- Histoire des États-Unis d'Amérique (París, 1854, 3 vol.).
- Études contemporaines sur l'Allemagne et les pays slaves (París, 1854).
- Les Tables de bronze de Malaga et de Salpensa (París, 1856).
- Souvenirs d'un voyageur (París, 1857 ).
- La Liberté religieuse (París, 1858).
- Études sur la propriété littéraire en France et en Angleterre (París, 1858, in-12).
- Introduction au droit français, de Claude Fleury (París, 1858, 2 vol.), en colaboración con Dareste.
- Abdallah ou le trèfle à quatre feuilles, cuento árabe (1859).
- Les États-Unis et la France (1802).
- L'État et ses limites, seguido de Essais politiques sur M. de Tocqueville (1863).
- París en Amérique (1863, in-8°), bajo el nombre de doctor René Lefebvre, novela ingeniosa y satírica que tuvo numerosas ediciones.
- Contes bleus (1863).
- Le Parti libéral, son programme, etc. (1864).
- Nouveaux contes bleus (1866).
- Le Prince Caniche (1868), cuento satírico que obtuvo un gran éxito y provocó mucho revuelo.
- Discours populaires (1869).
- La République constitutionnelle (1871).

Traducciones
- L'Histoire de la procédure chez les Romains, de Walter (1841).
- Œuvres sociales, de Channing, con un Essai sur sa vie et ses doctrines (1854).
- L'Esclavage, por el mismo, con una Étude sur l'esclavage aux États-Unis (1855).
- Petits traités religieux, igualmente de Channing (1857).

Éditions d'ouvrages
- Le Coutumier de Charles VI (París, 1846).
- Les Institutes coutumières de Loisel, con notas (París, 1848, 2 vol.).
- Les Mémoires et la correspondance de Franklin.
- Les Essais de morale et d'économie politique, del mismo (1867).

Colaboraciones
Colaboró durante mucho tiempo en el periódico Journal des débats (Periódico de los debates), publicó numerosos artículos en la Revue de législation et de jurisprudence (Revista de legislación y de jurisprudencia) y colaboró en la redacción de la Revue de législation et de jurisprudence (Revista histórica del derecho francés y extranjero), en la Revue germanique (Revista germánica) y la Revue nationale (Revista nacional).